# الانتخابات الفيدرالية الألمانية 2013
الانتخابات الفيديرالية الألمانية 2013 هي الانتخابات البرلمانية التي عُقدت في 22 سبتمبر 2013 لانتخاب أعضاء البوندستاغ الألماني لمدة 4 سنوات.

## النتائج

### النتيجة الإجمالية
معطيات عامة
|                          | العدد      | % من المسجلين | % من الناخبين |
| ------------------------ | ---------- | ------------- | ------------- |
| المسجلين                 | 903 903 61 | 100%          |               |
| الناخبين                 | 652 289 44 | 71.55%        | 100%          |
| الأصوات الصحيحة للقائمات | 474 702 43 |               | 98.67%        |
| الأوراق البيضاء والملغاة | 178 587    |               | 1.33%         |
| الامتناع عن التصويت      | 251 614 17 | 28.45%        |               |

| الأحزاب               | الأحزاب                             | الأصوات    | % من الأصوات الصحيحة | المقاعد | تغير المقاعد |
| --------------------- | ----------------------------------- | ---------- | -------------------- | ------- | ------------ |
|                       | الاتحاد الديمقراطي المسيحي          | 256 157 18 | 41.55%               | 311     | +72          |
|                       | الحزب الديمقراطي الاجتماعي الألماني | 283 247 11 | 25.74%               | 193     | +47          |
|                       | الحزب اليساري الألماني              | 577 752 3  | 8.59%                | 64      | -12          |
|                       | حزب الخضر الألماني                  | 314 690 3  | 8.44%                | 63      | -5           |
|                       | الحزب الديمقراطي الحر               | 305 082 2  | 4.76%                | 0       | -93          |
|                       | البديل من أجل ألمانيا               | 372 052 2  | 4.7%                 | 0       | 0            |
|                       | حزب القراصنة الألماني               | 507 958    | 2.19%                | 0       | 0            |
|                       | الحزب الوطني الديمقراطي الألماني    | 660 560    | 1.28%                | 0       | 0            |
|                       | بقية الاحزاب و القوائم              | 200 201 1  | 2.75%                | 0       |              |
| المصدر: [وصلة مكسورة] |                                     |            |                      |         |              |